# Открито първенство на САЩ 2014 - смесени двойки
Андреа Хлавачкова и Макс Мирни са шампионите от предната година, но избират да не се състезават заедно. Хлавачкова играе с Александър Пейа, но двойката губи във втори кръг от Тейлър Таунсенд и Доналд Янг. Мирни партнира с Хаоцин Чан, но губи във втори кръг от Ашли Барти и Джон Пирс.
Саня Мирза и Бруно Соарес печелят титлата, след като надиграват Абигейл Спиърс и Сантяго Гонзалес

## Поставени тенисисти
1. Саня Мирза /  Бруно Соарес (Шампиони)
2. Андреа Хлавачкова /  Александър Пейа (2 кръг)
3. Кара Блек /  Леандер Паес (Четвъртфинал)
4. Кристина Младенович /  Даниел Нестор (1 кръг)
5. Луцие Храдецка /  Хоря Текау (1 кръг)
6. Катарина Среботник /  Рохан Бопана (Четвъртфинал)
7. Юлия Гьоргес /  Ненад Зимонич (1 кръг)
8. Ракел Копс-Джоунс /  Хуан Себастиян Кабал (1 кръг)

## Схема

### Легенда
- Q (на английски: qualifier – квалификант) – тенисист, преминал квалификациите
- WC (на английски: wild card – уайлд кард) – специална покана от организаторите на турнира
- LL (на английски: lucky loser – щастлив губещ) – най-високоранкираният тенисист, отпаднал в последния кръг на квалификациите, влиза в основната схема на мястото на друг играч, отказал се от участие в турнира поради някаква причина
- Alt (на английски: alternate – заместник) – играч, който получава място в турнира след отказването на друг тенисист
- SE (на английски: special exempt – специален допуск) – тенисист, който не може да участва в квалификациите, тъй като все още играе в друг турнир, получава място в основната схема чрез special exempt
- PR (на английски: protected ranking – защитаващ ранкинг) – използва се за допускане на тенисисти, които дълго време са отсъствали от тура поради контузии и в резултат са се смъкнали в ранглистата
- w/o (на английски: walkover – служебна победа) – при отказване на играч още преди началото на мач, опонентът му печели служебно
- r (на английски: retired – отказал се) – при оттегляне на тенисист по време на мач, най-често поради здравословни причини
- d (на английски: defaulted – неизпълнение) – отстраняване на играч за неспортсменско поведение

| Шампионите Саня Мирза (ляво) и Бруно Соарес (дясно) |
| Шампионите Саня Мирза (ляво) и Бруно Соарес (дясно) |

### Финали
|  | Полуфинали | Полуфинали                      | Полуфинали                      | Полуфинали | Полуфинали |     |                         | Финал | Финал | Финал | Финал | Финал |
|  |            |                                 |                                 |            |            |     |                         |       |       |       |       |       |
|  | 1          | Саня Мирза Бруно Соарес         | 7                               | 4          | (10)       |     |                         |       |       |       |       |       |
|  |            | Юнжан Чан Рос Хътчинс           | 5                               | 6          | (7)        |     |                         |       |       |       |       |       |
|  |            | Юнжан Чан Рос Хътчинс           | 5                               | 6          | (7)        | 1   | Саня Мирза Бруно Соарес | 6     | 2     | (11)  |       |       |
|  |            |                                 |                                 |            |            | 1   | Саня Мирза Бруно Соарес | 6     | 2     | (11)  |       |       |
|  |            |                                 | Абигейл Спиърс Сантяго Гонсалес | 1          | 6          | (9) |                         |       |       |       |       |       |
|  |            | Абигейл Спиърс Сантяго Гонсалес | Абигейл Спиърс Сантяго Гонсалес | 1          | 6          | (9) | 6                       | 6     |       |       |       |       |
|  |            | Абигейл Спиърс Сантяго Гонсалес |                                 |            |            |     | 6                       | 6     |       |       |       |       |
|  | WC         | Тейлър Таунсенд Доналд Янг      | 3                               | 4          |            |     |                         |       |       |       |       |       |